# 杜尔塞克修道院
杜尔塞克修道院（Abbey of Dulce Cor）是一座位於蘇格蘭鄧弗里斯-加洛韋熙笃会的僧院，始建于1275年。當時加洛威的黛薇吉拉為了紀念他死去的丈夫而下令建造這家修道院。